# 스위프트 (프로게이머)
스위프트(본명: 백다훈, 1996년 5월 29일 ~ )는 대한민국의 전직 리그 오브 레전드 프로게이머이다. 선수 시절 아이디는 Swift, 포지션은 정글이었다.

## 선수 시절
2013년 10월 14알, 제닉스 스톰에 입단하면서 프로 커리어를 시작했다..
2014년 3월, CJ 엔투스 프로스트에 입단했다. 스프링 시즌 동안 팀의 주전 정글러로 활동하면서 좋은 모습을 보여주었다. 스위프트는 스프링 시즌 팀의 우승에 기여하면서 커리어 첫 우승을 경험했다. 2014년 9월, 팀에서 퇴단했다.
2015시즌을 앞두고 QG 레퍼즈에 입단했다. 스프링 시즌 팀의 LPL 승격에 기여했다. 서머 시즌에서도 좋은 모습을 보여주었다.
2016 스프링 시즌에서는 포스트시즌 진출에 기여했다. 하지만 포스트시즌에서 미드라이너가 출전하지 않아 플레이오프에서 몰수패를 당하게 되었다. 이후 팀의 미드라이너인 도인비와의 불화가 드러나기도 했다. 서머 시즌에서는 좋지 못한 모습을 보여주었으며 팀은 2부리그로 강등되었다. 
2018년 2월, 비시 게이밍에 입단했다. 2018년 9월, 팀에서 퇴단했다.
이후 은퇴를 선언했다.

## 소속팀
| # | 팀명               | 소속 기간              | 소속 리그 | 비고 |
| - | ------------------ | ---------------------- | --------- | ---- |
| 1 | 제닉스 스톰        | 2013.10.14~ 2014.02.03 | LCK       |      |
| 2 | CJ 엔투스 프로스트 | 2014.03.03~2014.09.03  | LCK       |      |
| 3 | QG 레퍼즈          | 2015.01~2017.10.11     | LSPL LPL  |      |
| 4 | 비시 게이밍        | 2018.02.20~2018.09.18  | LPL       |      |

## 수상 내역
- 빅파일 나이스게임TV 리그 오브 레전드 배틀 스프링 2014 우승
- 리그 오브 레전드 세컨더리 프로리그 스프링 2015 우승
- 리그 오브 레전드 프로리그 서머 2015 준우승